# The Ballad of Darren
The Ballad of Darren é o nono álbum de estúdio da banda britânica de rock Blur, lançado pela Parlophone em julho de 2023.

## Antecedentes
Em 2015, o Blur lançou The Magic Whip e fez algumas apresentações desde então. Com o passar dos anos, os integrantes passaram a trabalhar em projetos paralelos. Damon Albarn voltou suas atenções para o Gorillaz a partir de 2016, apresentando quatro álbuns até 2023, além de um registro solo em 2021. Já Graham Coxon produziu trilha-sonora para as séries The End of the F***ing World e I Am Not Okay with This e o projeto de estreia da banda The Waeve, enquanto o baterista Dave Rowntree apresentou seu primeiro material solo, Radio Songs.

## Gravação
O álbum foi gravado em maio de 2023 no Estúdio 13, em Londres, a partir de composições escritas por Damon Albarn durante uma turnê do Gorillaz em 2022. O grupo disse, em entrevistas, que tiveram pouco tempo para trabalhar nas faixas, e que o processo de desenvolvimento delas foi rápido. A produção musical foi assinada por James Ford.

## Lista de faixas
Todas as faixas escritas e compostas por Damon Albarn, Graham Coxon, Alex James e Dave Rowntree. 
| N.º | Título                         | Duração |  |
| 1.  | "The Ballad"                   | 3:37    |  |
| 2.  | "St. Charles Square"           | 3:55    |  |
| 3.  | "Barbaric"                     | 4:09    |  |
| 4.  | "Russian Strings"              | 3:38    |  |
| 5.  | "The Everglades (For Leonard)" | 2:56    |  |
| 6.  | "The Narcissist"               | 4:05    |  |
| 7.  | "Goodbye Albert"               | 4:17    |  |
| 8.  | "Far Away Island"              | 2:58    |  |
| 9.  | "Avalon"                       | 3:05    |  |
| 10. | "The Heights"                  | 3:28    |  |